# Política de armas do governo Jair Bolsonaro

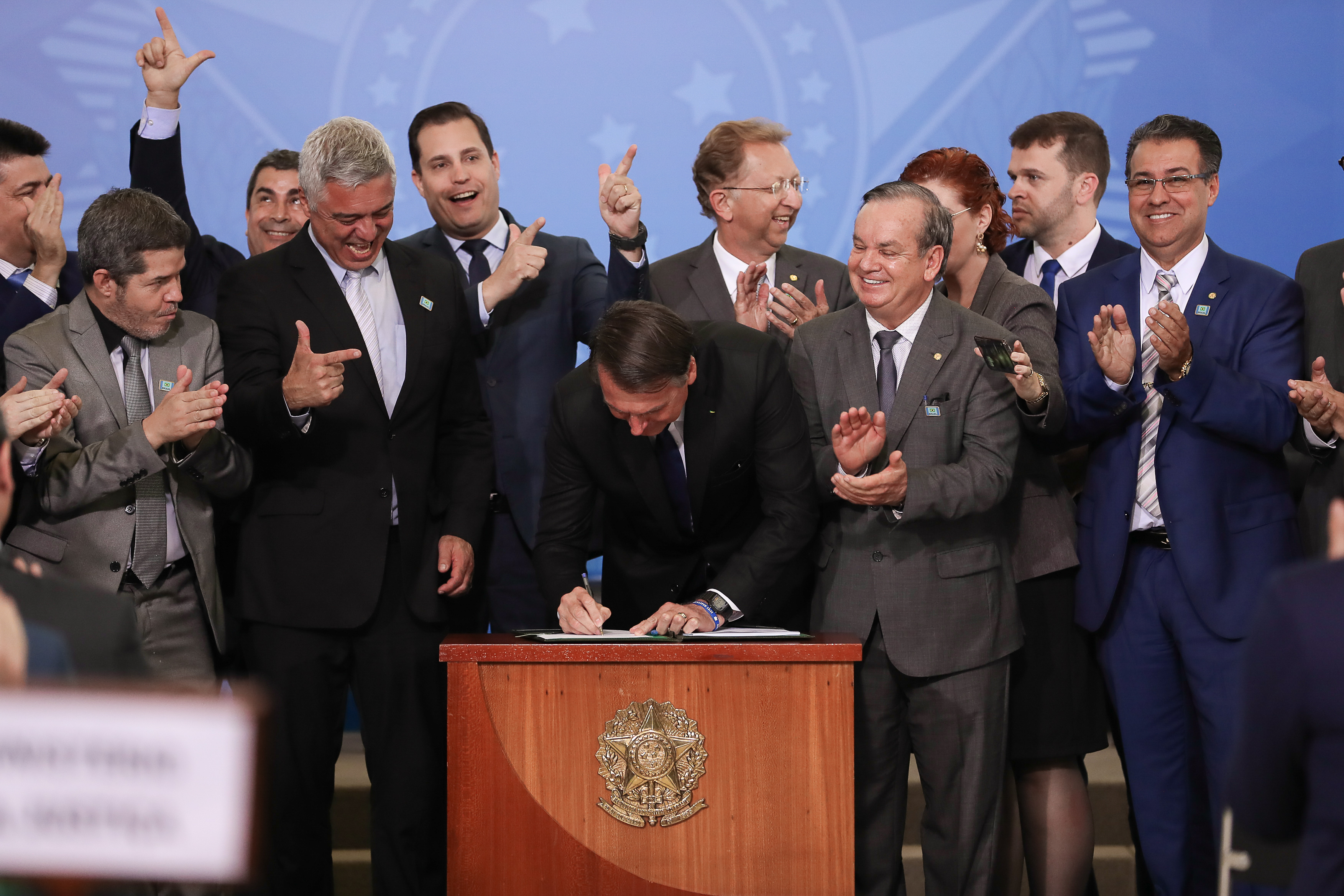
O presidente Jair Bolsonaro assinando o Decreto Presidencial nº 9.785/2019. Ao seu lado, políticos gesticulam um dos símbolos de sua campanha: uma arma com a mão

A política de armas do governo Jair Bolsonaro é a política pública adotada pelo governo federal brasileiro sob a presidência de Jair Bolsonaro. Ela está associada à edição de decretos presidenciais sobre posse e o porte de arma.
O primeiro decreto, chamado de Decreto da Nova Regulamentação do Uso de Armas e Munições (de número 9 785, de 2019), foi assinado em 7 de maio de 2019 por Jair Bolsonaro, presidente do Brasil. O objetivo anunciado foi facilitar o porte de armas para uma série de profissões, incluindo advogados, políticos e caçadores. Também permitiu a compra de armas com grande poder lesivo e que menores de 18 anos praticassem aulas de tiro com a autorização de um dos responsáveis.
Em 22 de maio de 2019, o governo publicou o segundo decreto referente à posse de armas. Entre as mudanças, o novo decreto proibiu que cidadãos comuns portassem fuzis, carabinas ou espingardas. Foi também estabelecida a idade mínima de 14 anos para a prática de tiro esportivo e a necessidade da autorização de ambos os pais, em vez de apenas um. De acordo com Sergio Moro, ministro da Justiça, tal medida foi feita para contemplar as críticas ao decreto n. 9 785, bem como "restringir um pouco" seus efeitos.
Ambos os decretos foram revogados após receberem muitas críticas, e posteriormente o governo promulgou diversos outros decretos e atos normativos, que são contestados por importantes setores da sociedade civil e do Congresso, vários atos tiveram trechos suspensos judicialmente, e o tema continua gerando intensa controvérsia. Segundo o Ministério da Saúde, cerca de 500 mil pessoas foram mortas por arma de fogo no Brasil entre 2010 e 2019, com índices crescendo a cada ano. Segundo uma auditoria de 2022 do Tribunal de Contas da União, grande parte do armamento legal acaba caindo nas mãos do crime organizado.

## Contexto e disposições
O Estatuto do Desarmamento, sancionado pelo presidente Luiz Inácio Lula da Silva em dezembro de 2003, estipulou a necessidade de "efetiva necessidade por exercício de atividade profissional de risco ou de ameaça à sua integridade física" para a emissão do porte de armas de fogo, isto é, ter o direito de transitar com a arma de fogo. O decreto 9.785 alterou tal disposição, considerando-a efetivamente cumprida para algumas pessoas, sendo:
| - instrutor de tiro ou armeiro credenciado pela Polícia Federal; - colecionador ou caçador com Certificado de Registro de Arma de Fogo expedido pelo Comando do Exército; - agente público, inclusive inativo; - detentor de mandato eletivo nos poderes executivo e legislativo da União, dos estados, do Distrito Federal e dos municípios, quando no exercício do mandato; - advogado; - oficial de justiça; | - proprietário de estabelecimento que comercialize armas de fogo ou de escolas de tiro; - dirigente de clubes de tiro; - residente em área rural; - profissional da imprensa que atue na cobertura policial; - conselheiro tutelar; - agente de trânsito; - motoristas de empresas e transportadores autônomos de cargas; e - funcionários de empresas de segurança privada e de transporte de valores. |

Deste modo, o decreto circundou as limitações impostas pelo Estatuto do Desarmamento, aprovado pelo Congresso e sancionado pelo presidente da República. Por outro lado, Bolsonaro afirmou que a iniciativa estava em consonância com o referendo sobre a proibição da comercialização de armas de fogo e munições, rejeitado pela população em 2005.
O decreto permitiu a compra de armas de fogo antes consideradas de calibre restrito, utilizadas apenas pelas Forças de Segurança, cujo potencial lesivo era muito maior. Entre tais armamentos, estão: pistolas de calibres 357, .40, 9 mm e .45, revólveres calibre 44, carabinas semiautomáticas de calibres .40 e 9mm. Também autorizou os menores de 18 anos a participarem de aulas de tiro esportivo com a autorização de um dos pais, retirando a exigência de autorização do poder judiciário.
O Instituto Sou da Paz, em análise preliminar, estimou que pelo menos 19,1 milhões de habitantes poderiam requerer o porte de armas de fogo com as novas disposições editadas por Bolsonaro no primeiro decreto. Deste número, inclui-se 18,6 milhões de residentes em áreas rurais e 500 mil caminhoneiros. Alguns integrantes do Movimento dos Trabalhadores Rurais Sem Terra (MST) também poderiam se armar.
O decreto 9.785 sucedeu outro assinado em 15 de janeiro de 2019, o decreto 9.685, que também flexibilizou as regras para a posse de armas de fogo. O decreto, segundo o presidente, estabeleceria com clareza situações de "efetiva necessidade", que anteriormente, em sua opinião, era algo muito subjetivo. Com o decreto, ainda permanecem mantidas a necessidade do atestado de capacidade técnica, de laudo psicológico, de ter idade mínima de 25 anos e de não ter antecedentes criminais, pois estas exigências estão previstas no Estatuto do Desarmamento, e portanto só poderiam ser alteradas através do Congresso.
Nos dias seguintes à publicação, análises emitidas por técnicos da Câmara dos Deputados e do Senado concluíram que o decreto possuía inconstitucionalidades. A consultoria legislativa do Senado afirmou que o decreto "extrapolou o poder regulamentar", enquanto que a análise da Câmara dos Deputados apontou que a iniciativa não era compatível com o ordenamento jurídico brasileiro, pois a natureza do Estado do Desarmamento não permitia que uma norma infraconstitucional revogasse seus artigos.
Em 10 de maio, Bolsonaro defendeu a constitucionalidade do decreto. Apesar de declarar que "foi até o limite da lei", afirmou: "se é inconstitucional tem que deixar de existir. Quem vai dar a palavra final vai ser o Plenário da Câmara. Ou a Justiça." No mesmo dia, a ministra Rosa Weber, do Supremo Tribunal Federal, solicitou ao governo federal que explicasse o decreto, no âmbito de uma Arguição de Descumprimento de Preceito Fundamental (ADPF 581) promovida pela Rede Sustentabilidade.

## Desenvolvimentos
Em 15 de maio, o Ministério Público Federal ingressou com uma ação na Justiça Federal de Brasília solicitando a "suspensão imediata e integral" do decreto presidencial. O MPF arguiu que o decreto "exorbita sua natureza regulamentar" e "coloca em risco a segurança pública de todos os brasileiros."
Em 22 de maio de 2019, em meio a críticas de políticos, da "sociedade em geral" e questionamentos na Justiça, Bolsonaro recuou e publicou novo decreto (o segundo), comparativamente ao primeiro mais restritivo em relação à posse de armas, embora "sem alterar sua essência."
Novas críticas foram feitas ao texto por legisladores, especialistas e setores da sociedade civil, para quem a facilitação do acesso às armas poderia aumentar a violência no país, e os presidentes da Câmara e do Senado manifestaram desagrado que a matéria estivesse sendo conduzida mediante decretos sem passar pelo Poder Legislativo. Em 25 de junho os dois decretos foram revogados pelo presidente, que em seu lugar promulgou outros três.
Depois disso Bolsonaro publicou outros decretos para contornar as resistências encontradas. Até fevereiro de 2021 já eram mais de 30 atos normativos publicados sobre o tema, e em fevereiro de 2022 o número havia subido para mais de 40. Além disso, havia mais de 50 projetos de lei em tramitação no Congresso para flexibilizar o porte de armas. Alguns decretos presidenciais foram suspensos pelo Legislativo e por ações judiciais, mas outros entraram em vigor, como o que autoriza que cada pessoa registre quatro armas (antes eram duas); o que permite posse de armas a moradores de áreas rurais; o que aumenta o limite anual de munições de 50 para 200 (e depois, para 550); e o que revoga três portarias do Exército que possibilitavam o rastreamento e o controle de armamentos. Em julho de 2021 quatro decretos estavam em apreciação no Congresso e vários dispositivos foram suspensos pela ministra do STF Rosa Weber. Em setembro de 2022 novos trechos dos decretos foram suspensos pelo ministro do STF Edson Fachin, desencadeando críticas de Bolsonaro.

## Repercussão

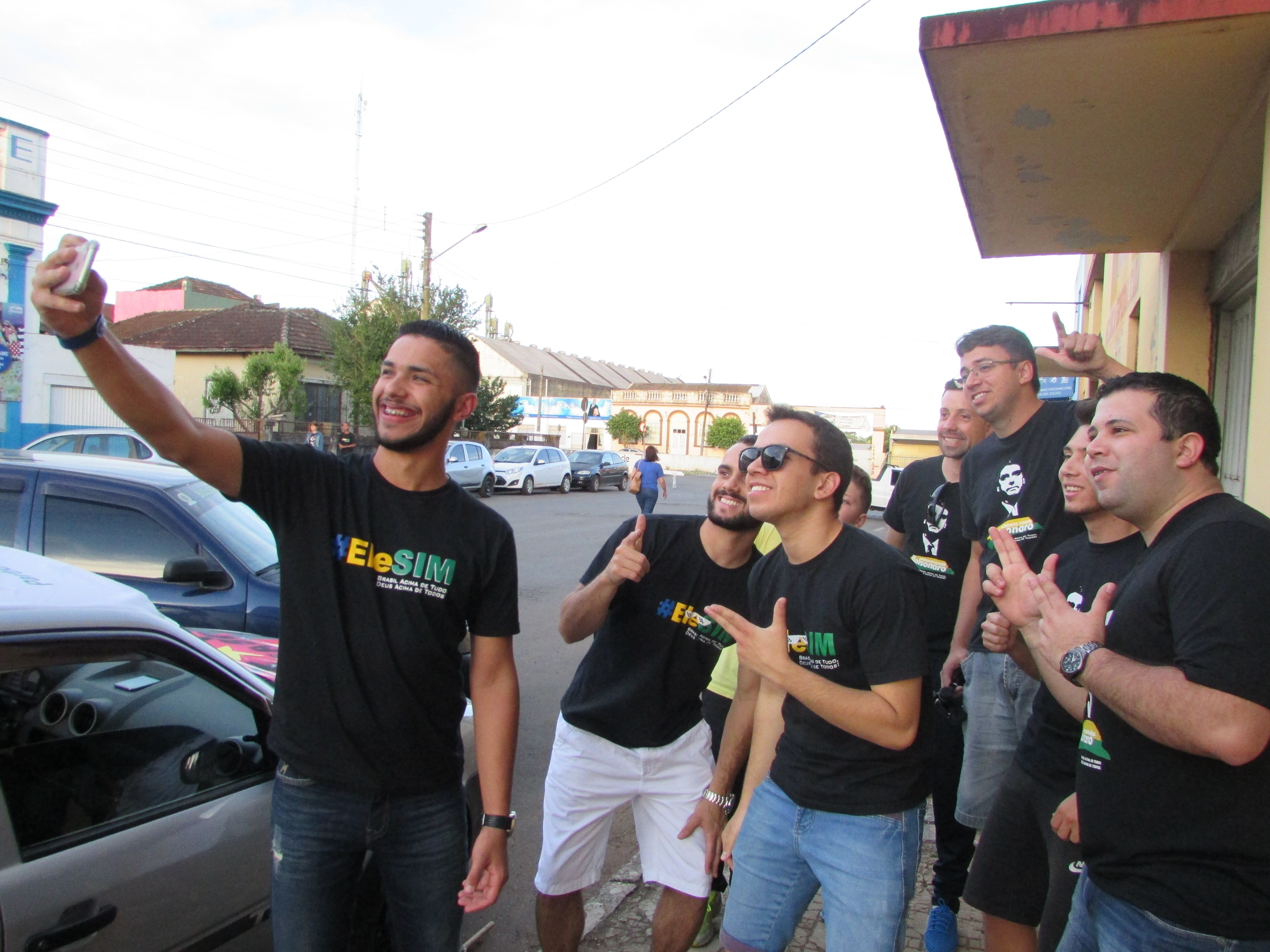
Apoiadores de Bolsonaro fazendo o gesto da arma

O tema continua gerando muita controvérsia. Vários senadores acusaram o governo de extrapolar os poderes do Executivo e violar o Estatuto do Desarmamento. Mais de 70 projetos legislativos foram apresentados para revogar no todo ou em parte os decretos presidenciais. Para o presidente Bolsonaro e seus apoiadores, a posse de armas é um direito do cidadão e uma garantia da liberdade e da segurança individuais, bem como da segurança nacional, mas para os críticos da flexibilização das regras as armas vão aumentar os índices de violência, que já são altos.
Para o Instituto Sou Da Paz, o governo federal mostrou "seu desprezo pela ciência e sua falta de aptidão" em resolver os desafios do Brasil. "Dados preliminares de 2020 já indicam que houve um aumento nos homicídios mesmo em ano de intenso isolamento social. Este governo parece ter conseguido reverter a pequena queda que tivemos a partir de 2018 e conquistada a muito trabalho". Em 2021, enquanto o número de homicídios estava caindo em função da pandemia de covid-19, a proporção de assassinatos por arma de fogo de mão havia subido 24% em relação ao ano anterior.

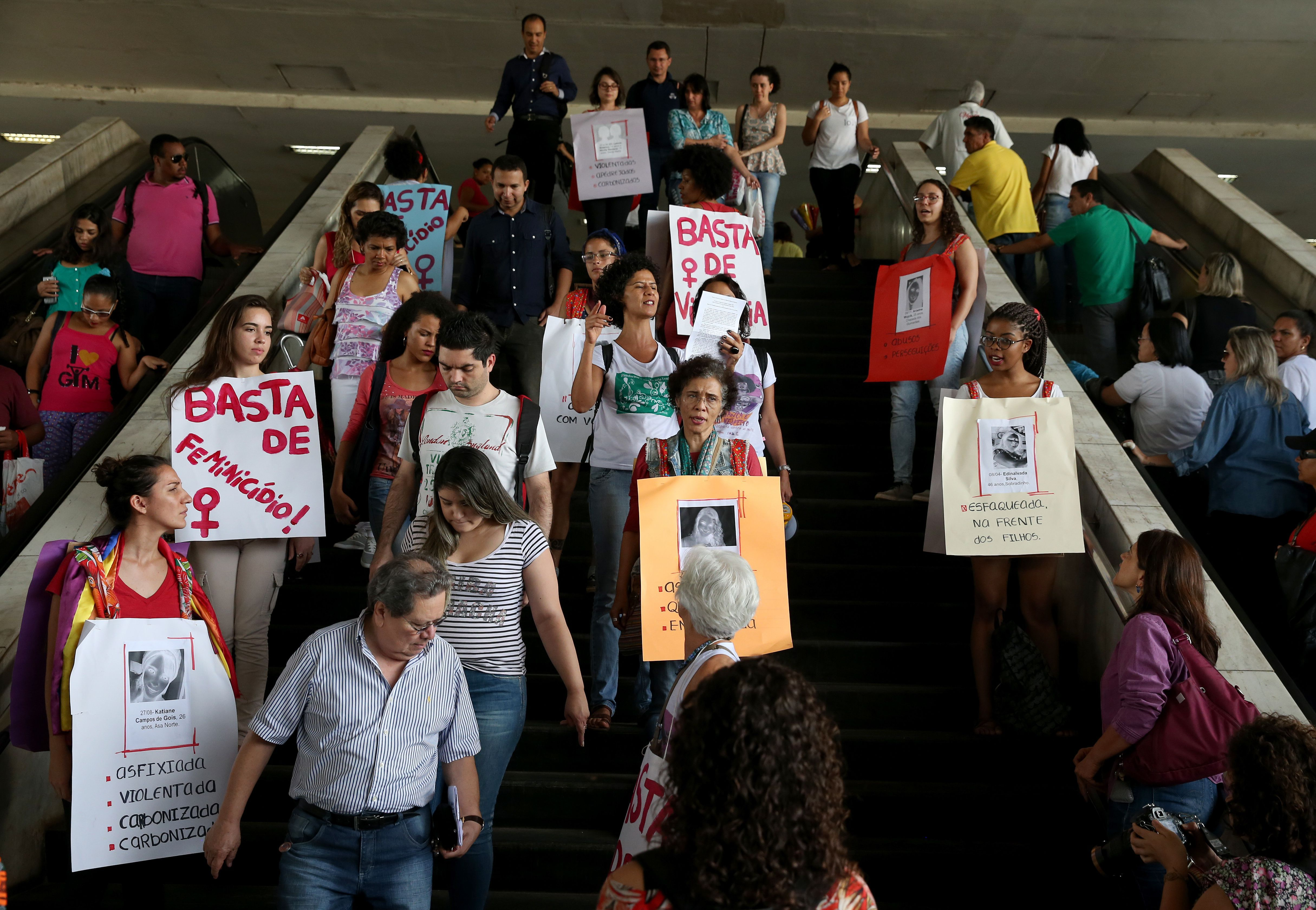
Manifestação contra o feminicídio

Para a advogada Isabel Figueiredo, membro do conselho do Fórum Brasileiro de Segurança Pública, "basta unir esses dados com os números alarmantes de violência doméstica e feminicídio para entender que o aumento de circulação e mortes por arma de fogo é um fator de risco muito grave para as mulheres". 51% das mortes de mulheres ocorridas entre 2000 e 2019 no Brasil se deu por arma de fogo, e em 2021 a proporção havia subido para 65%. No caso específico do feminicídio, as armas respondiam por quase 30% das mortes, mas esse número provavelmente é menor que o real. Mesmo no caso em que não haja disparo, a arma ainda é um importante elemento de intimidação das mulheres, e muitas vezes por medo de ser assassinada a mulher não relata outras formas de violência doméstica. Jovens também são afetados. Uma pesquisa da Sociedade Brasileira de Pediatria publicada em 2019 mostrou que uma criança ou adolescente morre por hora no Brasil em decorrência de ferimentos provocados por arma de fogo.
De 2019 a 2022 o número de novos registros de armas cresceu exponencialmente. De janeiro a novembro de 2022 o número de novas armas registradas superou as 390 mil. Até agosto o total de armas registradas no país (incluindo registros antigos ainda válidos) era de 1.731.295. Cerca de metade dos dois mil clubes de tiro ativos no país em 2022 foi criada entre 2019 e 2022. De acordo com o professor da UVV Pablo Lira, nos últimos anos o tema da liberação das armas entrou em evidência acompanhando a ascensão do conservadorismo de extrema-direita. Há uma influente "Bancada da Bala" em atividade no Congresso. mas também há interesses econômicos envolvidos, havendo forte pressão da indústria de armamentos. Segundo Roberto Uchôa, autor do livro Armas para Quem?, pesquisador da UENF e também policial federal, o grupo armado que é incluído na categoria CACs (caçadores, atiradores e colecionadores) pode ser descrito como "um grupo masculino, branco, conservador, tinham uma adesão ao bolsonarismo muito grande, que se intensificou depois [...], e [inclui] um grupo com renda alta, que começa a baixar. Somente 2% do público é negro". Segundo o Instituto Sou da Paz, a Bancada da Bala eleita em 2022 é composta por 57 deputados estaduais, 44 federais e 2 senadores, que têm ou tiveram ligação com as forças de segurança e devem apoiar pautas ideológicas e de costumes, como armar a população, dar mais armas e munições a CACs e redução da maioridade penal.
Em 2022 o Tribunal de Contas da União produziu um relatório criticando duramente a política armamentista do governo Bolsonaro. O documento indicou que o impacto dessas políticas não foi bem avaliado pelo governo, e nem o governo fez investimentos para aperfeiçoar os sistemas de controle. "Com isso, houve uma flexibilização que beneficiou o crime organizado", pois boa parte das armas adquiridas legalmente acaba parando nas mãos de criminosos, por vários meios, como por extravio, furto ou revenda no mercado clandestino. Segundo a auditoria, até 76% das armas de fogo apreendidas no Brasil entre 2013 e 2021 podem ter tido uma origem legal. Segundo a pesquisadora da USP Giane Silvestre, "o aumento da circulação de armas não significa um aumento da segurança da população. O aumento da circulação de armas privilegia o acesso às armas por parte de pessoas e grupos que pertencem a organizações criminais".